# Cordovilla (Salamanca)
Cordovilla ist ein westspanischer Ort und eine Gemeinde (municipio) mit nur noch 108 Einwohnern (Stand: 2024) im Osten der Provinz Salamanca in der Region Kastilien und León. Neben dem Hauptort Cordovilla gehört die Wüstung Quinta Florentina zur Gemeinde. 

## Lage und Klima
Der ca. 830 m hoch gelegene Ort Cordovilla liegt im Süden der altkastilischen Hochebene (meseta). Die Großstadt Salamanca ist knapp 20 km in westlicher Richtung entfernt. Durch die Gemeinde führt die Autovía A-50. Das Klima im Winter ist durchaus kühl; die geringen Niederschlagsmengen (ca. 410 mm/Jahr) fallen – mit Ausnahme der eher trockenen Sommermonate – verteilt übers ganze Jahr.

## Bevölkerungsentwicklung
| Jahr      | 1970 | 1981 | 1991 | 2001 | 2011 | 2021 |
| Einwohner | 211  | 146  | 143  | 141  | 128  | 112  |

Der Bevölkerungsrückgang in der zweiten Hälfte des 20. Jahrhunderts ist im Wesentlichen auf die Mechanisierung der Landwirtschaft und die Aufgabe bäuerlicher Kleinbetriebe zurückzuführen (Landflucht). 

## Sehenswürdigkeiten
- Jakobuskirche (Iglesia de Santiago)
- Rathaus

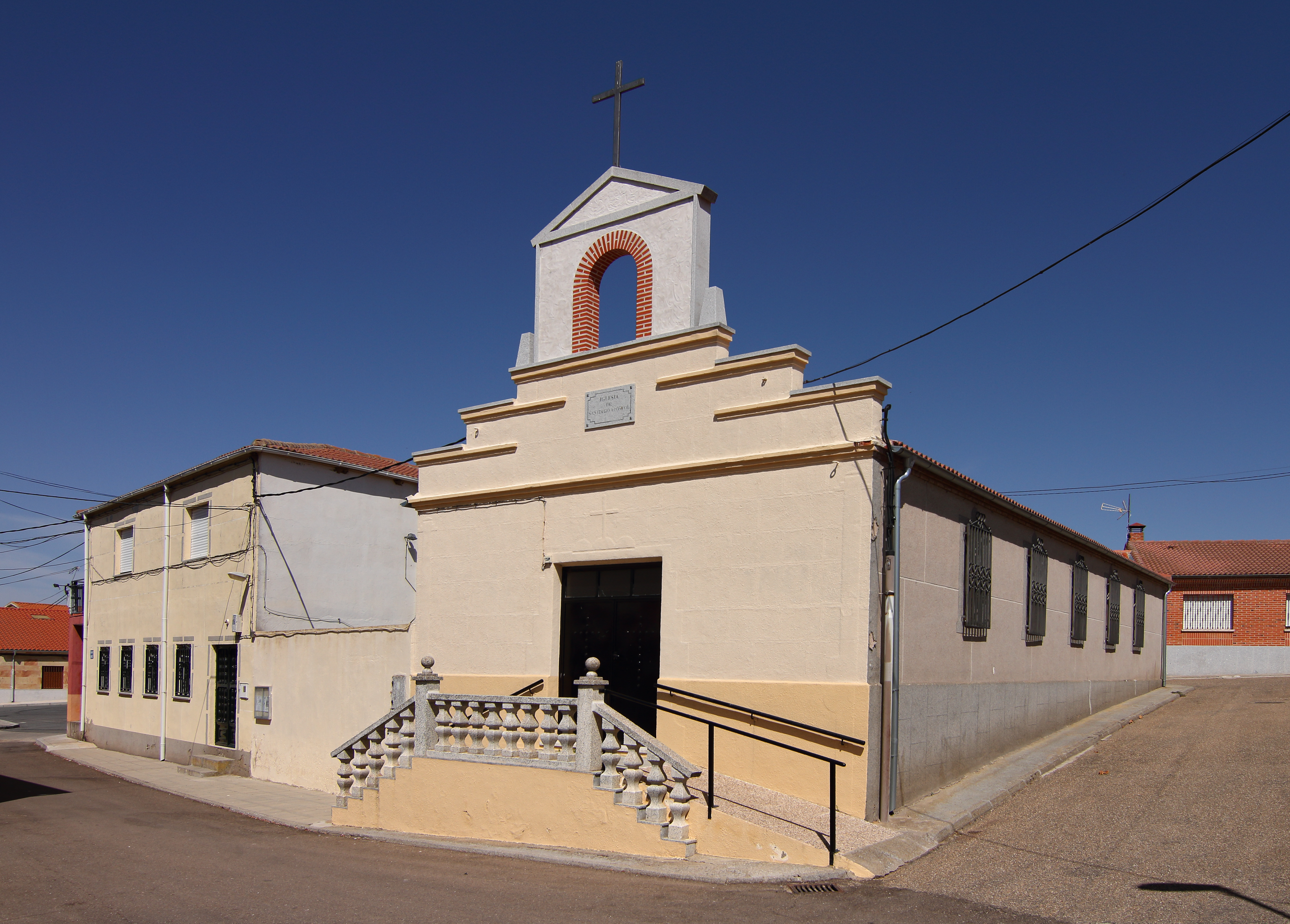
Jakobuskirche
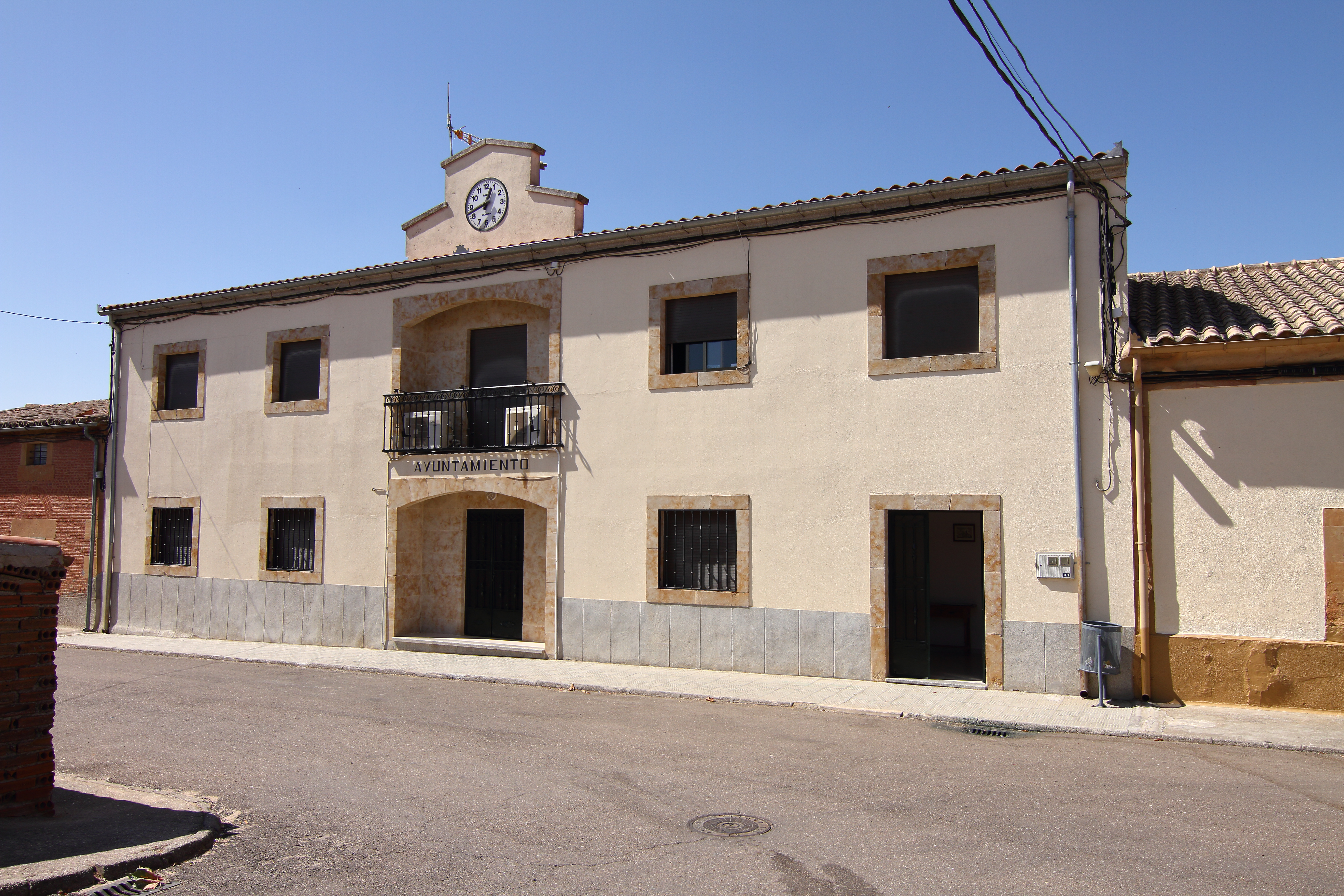
Rathaus